# Bộ bộ kinh tâm (phim truyền hình)
Bộ Bộ Kinh Tâm là bộ phim truyền hình cổ trang của Trung Quốc được chuyển thể từ tiểu thuyết cùng tên của nhà văn Đồng Hoa do hãng phim Thượng Hải Đường Nhân sản xuất năm 2011. Bộ phim được trình chiếu lần đầu tiên trên kênh HunanTV của Trung Quốc vào ngày 10 tháng 9 năm 2011.

## Nội dung
Trương Hiểu là nữ nhân viên văn phòng ở thế kỷ 21 do không may gặp tai nạn ô tô sau đó bị hôn mê bất tỉnh. Từ đó cô bị du hành ngược thời gian về thế kỷ 18 đời nhà Thanh, dưới thời vua Khang Hy giữa lúc các hoàng tử của ông đang tranh giành ngôi báu. Tại đây cô sống dưới thân phận là Mã Nhĩ Thái Nhược Hy - con gái của một quý tộc người Mãn Châu và là em gái của Mã Nhĩ Thái Nhược Lan - Trắc Phúc tấn của Bát A Ca. Cô bị kẹt ở lại trong suốt 21 năm (1704-1725).
Do là một người từ tương lai trở về quá khứ nên cô hoàn toàn không giống những người con gái khác ở thời đại này và do vậy, cô đã làm cho trái tim của biết bao vị A Ca rung động vì mình. Người đầu tiên nảy sinh tình cảm với cô là Thập A Ca ngốc nghếch. Anh ta là người khờ dại nhất trong tất cả các A Ca của Khang Hy nhưng vì anh ta ngốc nghếch nên tình yêu anh dành cho Nhược Hy là một tình yêu trong sáng, không hề lo toan, vụ lợi.
Người thứ hai có tình cảm với Nhược Hy và cũng là mối tình đầu tiên của cô ở đây không ai khác là anh rể cô - Bát A Ca. Sự quan tâm của anh, sự dịu dàng của anh, sự chu đáo của anh... tất cả những thứ đó đã làm cho trái tim của Nhược Hy dần dần chấp nhận anh và yêu anh từ lúc nào mà ngay bản thân cô cũng không hề hay biết. Do anh là anh rể của cô và do tư tưởng một vợ một chồng của cô, cô cố tình đè nén tình cảm đấy xuống, cố giả như mình không yêu anh, nhưng khi anh bị nguy hiểm đến tính mạng, lúc ấy cô mới chấp nhận sự thật rằng cô đã yêu anh nhiều. Cô muốn ở bên anh, mãi không chia lìa, cho dù cô chỉ là một trong những Trắc Phúc Tấn của anh. Nhưng cô sợ tương lai tăm tối kia sẽ không để cho cô và anh có được cuộc sống lứa đôi. Cô muốn kéo anh ra khỏi vũng lầy quyền lực, dù cho điều đó có thể thay đổi cả lịch sử và cũng có thể xóa đi sự tồn tại của cô ở thế giới hiện đại, cô cũng không hề quan tâm.
Mối tình thứ hai và cũng là mối tình cuối cùng của cô là với Tứ A Ca tức Ung Chính đế sau này. Lúc đầu, tưởng là Nhược Hy có tình cảm với mình, Tứ A Ca mới chấp nhận cô. Nhưng khi biết, tất cả chỉ là hiểu nhầm, lúc này đây, anh đã bắt đầu yêu cô. Hai người cô yêu nhất là Bát A Ca và Tứ A Ca Khi ấy cô vì phật lòng Khang Hi đế không đồng ý gả cho Thập tứ A Ca, bị phạt vào Hoán Y Cục. Khang Hi đế niệm tình cô hầu hạ nhiều năm mà tha tội, không lâu sau, Khang Hi đế cũng băng hà. Cô ở bên Tứ A Ca, khi ấy đã là Ung Chính đế, dù không có danh phận, cô cũng chịu ở bên anh và cũng đã có thai. Nhưng cô dần nhận ra anh không còn là Tứ Gia ngày xưa nữa. Sức khỏe của cô ngày càng yếu đi, dẫn đến sảy thai. Cô không muốn ở trong Tử Cấm Thành nữa, phụng lệnh cũ của Thánh Tổ hoàng đế kết hôn với Thập tứ A Ca. Dù vây, hai người bọn họ cũng chỉ là phu thê trên danh nghĩa, sống cạnh nhau như hai người bạn, nương tựa lẫn nhau. Có thể, cô không yêu Thập Tứ A Ca, nhưng Thập Tứ A Ca lại yêu cô và điều làm anh hạnh phúc nhất đó chính là được nhìn thấy cô cười nói vui vẻ. Thân ở bên Thập Tứ A Ca nhưng tình cảm của cô vẫn trước sau như một, gửi gắm nơi Ung Chính. Đến khi Nhược Hy sức khỏe suy tàn, ngồi bên Thập tứ A Ca ngắm hoa đào lần đầu, cũng là lần cuối, thanh thản ra đi.
Đến cuối phim, Nhược Hy qua đời sau khi nhận ra vai trò của mình trong cuộc tranh đấu của các A Ca, ở thời hiện tại, Trương Hiểu tỉnh lại sau khi hôn mê vài tuần lễ.

## Các diễn viên chính
| Diễn viên                          | Nhân vật                                             | Giới thiệu |
| ---------------------------------- | ---------------------------------------------------- | --- |
| Lưu Thi Thi                        | Mã Nhĩ Thái Nhược Hy/ Trương Hiểu (馬爾泰·若曦/張曉) | Là một nhân viên văn phòng ở thế kỉ 21, mang trong mình tư tưởng độc lập, mạnh mẽ và lí trí, vì cãi nhau với người yêu mà bị tai nạn giao thông, xuyên không về thời nhà Thanh. Ở đây, cô sống dưới thân phận một tiểu thư quý tộc nhưng lại rất phóng khoáng tự do. Với những nét tính cách của những cô gái hiện đại đương thời, cô trở nên khác biệt. Uống rượu, bàn luận thế sự với các vị A Ca... Trở thành cung nữ dâng trà bên cạnh Hoàng đế. Bằng sự khéo léo, thông minh của mình, cô nhận được sự sủng ái của vua Khang Hy dù chỉ là một cung nữ dâng trà. Ban đầu, cô có tình cảm với Bát A Ca, dẫu biết trước kết cục bi thảm của anh trong lịch sử nhưng vẫn dám thử đấu tranh vì anh một lần. Chỉ là, Bát ca tham vọng không đủ sức từ bỏ giang sơn để có mỹ nhân. Và Nhược Hi cũng chẳng đủ can đảm để tiếp tục ở bên Bát Hiền Vương thêm một lần nữa. Về sau, giữa cô và Tứ A Ca nảy sinh tình cảm. Vì anh, cô nhất quyết khước từ hôn sự vua ban, làm phật lòng Khang Hy, bị đày đến Hoán Y Cục làm công việc giặt giũ. Tình yêu giữa hai người vẫn vượt qua bao cách trở để sinh sôi mãnh liệt. Sau 7 năm mòn mỏi đợi chờ, cô ra khỏi đây, gặp mặt Khang Hy lần cuối trước khi ông băng hà. Dận Chân lên ngôi, cô và anh được trùng phùng. Những tưởng sẽ hạnh phúc sống bên nhau, cô lại đau khổ nhận ra người đàn ông cô yêu thương đã không còn là Tứ A Ca ngoài lạnh trong nóng năm xưa nữa. Giờ đây, anh là Ung Chính - vị hoàng đế tàn nhẫn quyết tuyệt. Cô trở nên hoang mang, sợ hãi chốn thâm cung lạnh lẽo thấu xương này. Nhờ vào đạo thánh chỉ ban hôn của tiên đế, cô ra khỏi Tử Cấm Thành, trở thành phúc tấn trên danh nghĩa của Thập Tứ Gia, hai người bầu bạn nương tựa lẫn nhau sống qua ngày. Bệnh tình lâu năm trở nặng, cuối cùng cô bình yên trút hơi thở trong vòng tay của Thập Tứ. Ở thời hiện đại, Trương Hiểu tỉnh lại sau khi hôn mê vài tuần lễ. |
| Ngô Kỳ Long                        | Tứ A ca - Ung Chính                                  | Hoàng tử thứ tư của Khang Hy Đế, người đã giành được hoàng vị trong cuộc tranh đấu "Cửu long đoạt đích". Mẫu thân của anh là Đức Phi chỉ yêu thương đệ đệ Thập Tứ. Yêu Nhược Hy thướt tha trong bộ y phục đơn giản, điệu múa uyển chuyển dưới gốc mai đỏ, khuôn mặt lạnh lùng, vô cảm bằng tất cả trái tim, chịu mưa với nàng, làm bia đỡ tiễn cho nàng, làm nàng đau khổ đấy nhưng trong thâm tâm lại keo sơn chung thủy. Sau đó, chàng sống cô độc khi không có nàng Nhược Hy đáng yêu kề cận cho đến hết đời. |
| Mục Đình Đình                      | Tứ Phúc Tấn Ô Lạt Na Lạp thị - Hoàng Hậu             | Quan tâm và yêu Ung Chính rất nhiều nhưng chàng không để tâm đến nàng mà quấn quýt bên cạnh Nhược Hy. Nàng vốn hiểu chuyện, biết hy sinh, bản tính lại nhu mì, hiền thục nên chưa bao giờ nghi ngờ hay trách cứ gì chàng. Chàng cũng xem nàng là một thê tử nên kính trọng nàng, người con gái không ghen tuông, không giận chàng. |
| Trịnh Gia Dĩnh                     | Bát A Ca - Dận Tự                                    | Bát Hiền Vương, một người đàn ông hào hoa, lịch sự dù tham vọng nhưng có tình yêu nồng ấm với Nhược Lan, cảm mến Nhược Hy và sự trân trọng, biết ơn dành cho chính thất của chàng nhưng cuối cùng chàng bị chết không yên ổn trong chốn thâm cung. |
| Thạch Tiểu Quần                    | Bát Phúc Tấn - Quách Lạc La Minh Tuệ                 | Nàng yêu Bát A Ca nhất trên đời nên ghen tuông với Nhược Lan - cô gái thờ ơ mà chàng yêu suốt 20 năm không hối hận hơn cả nàng. Chỉ khi nàng mất, chàng đau khổ tột cùng và nhận ra nàng quan trọng với mình đến nhường nào. |
| Lưu Tâm Du                         | Mã Nhĩ Thái Nhược Lan                                | Chị của Nhược Hy, trắc phúc tấn của Bát A Ca. Nàng xinh đẹp, thanh nhã, dịu dàng như lan, được gọi là yến trên lưng ngựa nhưng cố chấp. Suốt đời, nàng bị hình bóng Thái Sơn làm tương tư cả đời đến nỗi sảy thai cho dù trượng phu tốt với nàng, bảo vệ, che chở thế nào chăng nữa. Nàng cuối cùng ra đi thanh thản khi Bát A Ca chịu từ hôn nàng để nàng được gặp người yêu ở thế giới vĩnh hằng. |
| Tào Hinh Nguyệt                    | Xảo Tuệ                                              | Trung thành vô hạn với nhà Mã Nhĩ Thái. Nhược Hy rất tin tưởng và gần gũi, thân thiết với tì nữ này như một người bạn, người chị em hơn hẳn mối quan hệ chủ tớ thông thường. Nàng luôn bảo vệ cho Nhược Hy và chăm sóc rất cẩn thận. Nhan sắc lẫn tài năng của nàng cũng không có gì quá nổi bật. Nhưng nàng vẫn được yêu quý bởi nét đẹp trong tính cách, sự khoan dung độ lượng, tốt bụng, nhân hậu, thấu hiểu tâm lý người khác. |
| Lưu Tùng Nhân                      | Khang Hi đế                                          | Một vị vua rộng lượng, hiểu lý lẽ, luôn muốn tốt cho mọi người. Dù sủng ái Nhược Hy cá tính, tài hoa nhưng ông vẫn rất công bằng và sẵn sàng đọa đày nàng làm cung nữ hèn kém của Hoán Y Cục khi nàng dám làm phật lòng Hoàng Đế |
| Trương Lôi                         | Thái tử Dận Nhưng                                    | Một người bình thường, không có gì quá xuất sắc có được ngôi vị là nhờ tình cảm của Khang Hi dành cho tiên hoàng hậu. |
| Viên Hoằng                         | Thập Tam A Ca - Dận Tường                            | Bạn thân của Nhược Hy, một công tử phong lưu, đa tài đa nghệ, luôn cho rằng đời người vui vẻ là tìm được tri kỷ, cùng uống rượu đàm đạo, là con người có đầu óc phóng khoáng, tư tưởng hiện đại, ham mê tự do. Yêu Lục Vu, một kỹ nữ bán nghệ không bán thân, bị Hoàng A Mã phản đối khiến đôi uyên ương phải chia tách. Vốn hiếu thuận nên chàng không dám phản ứng gì mà chỉ biết khóc trong lòng rồi đau đớn, day dứt khôn nguôi. Dù Dận Tường không ham quyền phú, nhưng lại một lòng giúp đỡ Dận Chân đoạt được ngôi báu, cũng vì điều này khiến anh bị vua cha giam cầm 10 năm và tước hết quyền vị. Về sau Dận Chân lên ngôi, anh được thả ra. |
| Quách Trân Nghê                    | Lục Vu                                               | Yêu Thập Tam A Ca nhưng bị phản đối, gây sức ép nhiều quá nên nàng không chịu nổi quyền lực thiên tử to lớn mà trầm mình xuống sông tự tử để nghĩ cho tương lai của chàng. Có một con gái với người tình là Thừa Hoan Cách Cách. |
| Sài Uý                             | Thừa Hoan Cách Cách                                  | Con gái của Dận Tường và Lục Vu: Cô bé rất đáng thương, sớm phải chịu mồ côi mẹ do thân trẻ yếu đuối, cô đơn, không sao bênh vực được mẹ mà hoàng tộc thì ít ai quan tâm đến đứa con hoang, chịu nhiều định kiến khắc nghiệt này. Dù cô ra đời cũng không được Hoàng Tổ Phụ cho một mái ấm vẹn toàn. |
| Diệp Thanh                         | Ngọc Đàn                                             | Người Cửu A Ca cài vào cung dò la tin tức. Cô sống cùng Nhược Hy nhiều năm nên hai người như tỷ muội. Sau này cô bị Ung Chính ra lệnh hành hình hấp sống. |
| Hàn Đống                           | Cửu A Ca - Dận Đường                                 | Lòng dạ rắn độc, yêu thương Ngọc Đàn, con cờ do hắn nuôi và rơi nước mắt vì nàng. Sau này, hắn bị Ung Chính xử chết nhưng không yên lòng nhắm mắt được |
| Quách Hiểu Đình                    | Mẫn Mẫn Cách Cách                                    | Cách cách Mông Cổ, thích cưỡi ngựa, dung mạo xinh đẹp, thanh tú, phẩm hạnh tốt, gia thế trong sạch. Có cảm tình với Thập Tam A Ca nhưng bị từ chối phũ phàng do chàng chỉ yêu Lục Vu mà trái tim không thể chứa nổi một bóng hồng kiều mỹ nào khác. Sau đó, nàng tự động rút lui để vui duyên mới. |
| Lâm Canh Tân                       | Thập Tứ A Ca - Dận Trinh                             | Em trai cùng mẹ với Ung Chính. Dù là người tài năng, thu hút nhiều cô nương xinh đẹp và bất đồng quan điểm với Nhược Hy nhưng chàng lại yêu nàng, nguyện lòng làm mọi điều để nàng hạnh phúc. Chàng là người chồng trên danh nghĩa của Nhược Hy nhưng với chàng điều đó không quá quan trọng. Sau đó, chàng nên chỉ biết đánh cờ làm vui. |
| Đới Xuân Vinh                      | Đức Phi Ô Nhã thị                                    | Ngạch nương của Tứ A Ca và Thập Tứ A Ca |
| Đặng Lập Dân                       | Lý Đức Toàn                                          | Thái giám thân cận bên Khang Hy đế, hết mực trung thành với hoàng đế, luôn chiếu cố Nhược Hy. Ung Chính lên ngôi được ban chết. |
| Diệp Tổ Tân                        | Thập A Ca - Dận Ngã                                  | Yêu Nhược Hy thật lòng, tính tình có phần ngây thơ, ngốc nghếch. Sau tìm được hạnh phúc của đời mình bên Minh Ngọc - dù ban đầu giữa hai người chỉ là một cuộc hôn nhân sắp đặt. |
| Lưu Nguyệt Phi (tên cũ Lưu Vũ Hân) | Thập Phúc Tấn - Quách Lạc La Minh Ngọc               | Cách cách xấu tính, hãm hại Nhược Hy nhiều lần nhưng tất cả đều vì quá yêu thương tỷ tỷ, sau này đã không chấp nhận tỷ phu vì đã gây ra cái chết trong biển lửa của tỷ tỷ mình. Nàng được ban hôn cho Thập A Ca, cố gắng làm tròn bổn phận hiền thê và tình yêu đã nảy nở giữa hai người. Sau cùng, nàng hòa giải với Nhược Hy và làm bạn tốt của nhau. Nàng cũng cư xử dễ chịu, thân thiện hơn rất nhiều. Là người phụ nữ không sợ nguy hiểm nên đã nhịn nhục hạ mình cầu xin Nhược Hy tốt bụng nói giúp với Ung Chính buông tha cho phu thê họ, đừng làm khổ nàng. Về sau, nàng thụ thai và thực sự thụ hưởng không khí ấm áp của gia đình mà nàng đã bảo vệ hết lòng. |

## Nhạc phim
| STT | Nhan đề                              | Ca sĩ           | Thời lượng |
| --- | ------------------------------------ | --------------- | ---------- |
| 1.  | "Nhất Niệm Chấp Trác" (Opening song) | Hồ Ca, Alan     | 04:26      |
| 2.  | "Tam Thốn Thiên Đường" (Ending song) | Nghiêm Nghệ Đan | 04:50      |
| 3.  | "Mùa Em Chờ Mong"                    | Lưu Thi Thi     | 04:05      |